# Dominique Bardini
Dominique Bardini – francuski kierowca wyścigowy.

## Kariera
Bardini rozpoczął karierę w międzynarodowych wyścigach samochodowych w 1972 roku od startu w klasie GT 24-godzinnego wyścigu Le Mans, którego jednak nie ukończył, a w klasyfikacji generalnej uplasował się na 34 pozycji. W 1974 odniósł zwycięstwo w klasie GT. W 1974 roku wystartował także w German Racing Championship, jednak nie zdobywał punktów.